# Artur Pałasiewicz

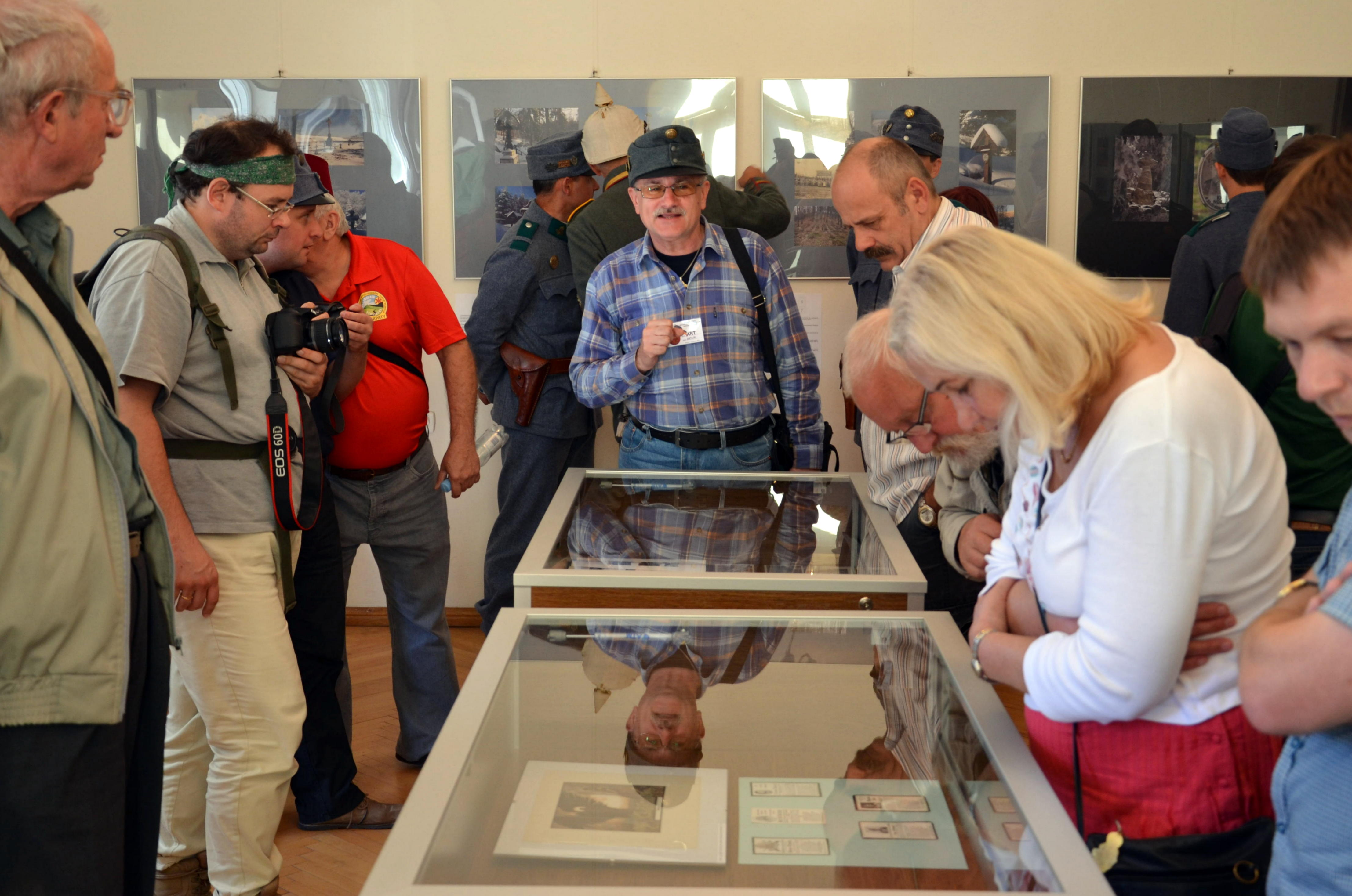
Artur Pałasiewicz (Mitte): "Treffen mit der österreichisch-ungarischen Geschichte in Sanok"

Artur Juliusz Pałasiewicz (* 15. Oktober 1951 in Warschau) ist ein polnischer Historiker und Vize-Direktor des Jüdischen Historischen Instituts.
Nach dem Abitur studierte er an der Universität Warschau Geschichte und Archivistik.
Seit dem Jahr 1970 war Pałasiewicz Mitarbeiter der staatlichen polnischen Archive bis 1983.
Von 1984 bis 1990 arbeitete er in der Hauptvorstand des Verbandes der polnischen Maler und Grafiker in Warschau.
Pałasiewicz arbeitete jahrelang im nationalen Radio und Fernsehen und da er war u. a. als wissenschaftlicher Berater bei der Produktion der Filme Śmierć prezydenta (1977) und Katastrofa w Gibraltarze (1983).
Im Jahr 1979 wurde er mit dem Verdienstkreuz ausgezeichnet.
Artur Pałasiewicz lebt mit seiner Familie in Warschau.

## Werke
- A. Pałasiewicz, Pismo Międzynarodowego Towarzystwa Osadniczego o emigracji polskiej do Paragwaju (1938), Teki Archiwalne Nr. 16, 1977
- A. Pałasiewicz, Sprawozdanie muftego Jakuba Szymkiewicza z podróży do Turcji, Syrii, Palestyny i Egiptu w roku 1932, Przegląd Orientalistyczny nr 1/77
- A. Pałasiewicz, Tatarszczyzna polska w aktach stołecznych archiwów, referat na Sesji Orient Sokólski – prawda i legenda, Sokółka, czerwiec 1976
- A. Pałasiewicz, Działalność Poczty Polskiej podczas II wojny światowej, Filatelista nr 9, 1979 (praca nagrodzona przez Polski Związek Filatelistów za pracę w dziedzinie historii Poczty Polskiej)
- A. Pałasiewicz, A. Piber, K. Sikorski, Inwentarz akt Władysława Sikorskiego, Warszawa 1983
- E. Kołodziej, A. Pałasiewicz, Polski ruch robotniczy. Informator o materiałach źródłowych z lat 1900-1950 przechowywanych w Archiwum Akt Nowych, Warszawa 1985
- Udział, jako przedstawiciel Archiwum Akt Nowych w sesji  „Fotografia jako źródło historyczne“, materiały w Roczniku Muzeów historii Walk Rewolucyjnych i Narodowo-Wyzwoleńczych nr 18, Warszawa 1985
- Katalog I Ogólnopolskiej wystawy malarstwa i grafiki członków Związku Polskich Artystów Malarzy i Grafików, marzec 1986,  redakcja, opracowanie not A. Godun, A. Pałasiewicz, Warszawa 1986
- A. Jankiewicz, A. Łotysz, A. Pałasiewicz, Dokumentacja urbanistyczna do historii rozwoju przestrzennego Dzielnicy – Gminy Warszawa-Praga Południe (dla Urzędu Dzielnicy), Warszawa 1994